# Entrevista con el vampiro (banda sonora)
Entrevista con el vampiro es un álbum de 1994 conformado en su gran mayoría por composiciones de Elliot Goldenthal como banda sonora de la película del mismo nombre. Como pista final del disco se incluyó la canción «Sympathy for the Devil», grabada por la banda de hard rock Guns N' Roses y original de los Rolling Stones.

## Lista de canciones
Todas las canciones compuestas por Elliot Goldenthal, excepto la pista 19, compuesta por Mick Jagger y Keith Richards.
1. "Libera Me" (2:47) - (Voces de The American Boychoir)
2. "Born to Darkness Part I" (3:04)
3. "Lestat's Tarantella" (0:46)
4. "Madeleine's Lament" (3:06)
5. "Claudia's Allegro Agitato" (4:46)
6. "Escape to Paris" (3:09)
7. "Marche Funèbre" (1:50)
8. "Lestat's Recitative" (3:39)
9. "Santiago's Waltz" (0:37)
10. "Théâtre Des Vampires" (1:18)
11. "Armand's Seduction" (1:51)
12. "Plantation Pyre" (1:59)
13. "Forgotten Lore" (0:31)
14. "Scent of Death" (1:40)
15. "Abduction & Absolution" (4:42) - (Voces de The American Boychoir)
16. "Armand Rescues Louis" (2:07)
17. "Louis' Revenge" (2:36)
18. "Born to Darkness Part II" (1:11)
19. "Sympathy for the Devil" (7:35) - (Guns N' Roses)

## Créditos
- Elliot Goldenthal: Composición
- Matthias Gohl: Producción
- Robert Elhai y Elliot Goldenthal: Orquestación
- Jonathan Sheffer: Dirección de orquesta
- Steve McLaughlin y Joel Iwataki: Grabación y mezcla
- Richard Martinez: Producción electrónica
- Michael Connell y Chris Brooks: Edición musical
- The American Boychoir: Voces adicionales